# Álvaro Gómez
Álvaro Gómez (ur. w 1936 lub w 1937) – kolumbijski pływak. 
Startował w konkurencji 200 m stylem klasycznym na Letnich Igrzyskach Olimpijskich 1956, lecz został zdyskwalifikowany w eliminacjach.